# Rita Zeqiri
Rita Zeqiri (* 8. Dezember 1995) ist eine kosovarische Schwimmerin.
Bei den Schwimmweltmeisterschaften 2015 in Kasan belegte sie über 50 m Rücken den 46. und über 50 m Schmetterling den 59. Rang.
Zeqiri nahm ein Jahr später bei den Olympischen Spielen in Rio de Janeiro am Wettkampf über 100 m Rücken teil. Sie schied jedoch im Vorlauf als Dritte aus und belegte in der Gesamtwertung den 57. Rang.